# Țarivka, Troițke
Țarivka (în ucraineană Царівка) este un sat în comuna Rozpasiivka din raionul Troițke, regiunea Luhansk, Ucraina.

## Demografie
Componența lingvistică a localității Țarivka
     Ucraineană (93,1%)
     Rusă (6,32%)
     Alte limbi (0,57%)
Conform recensământului din 2001, majoritatea populației localității Țarivka era vorbitoare de ucraineană (93,1%), existând în minoritate și vorbitori de rusă (6,32%).